# Spoleto (restaurante)
O Spoleto é uma rede de restaurantes brasileira de fast casual inspirada na culinária italiana. O nome é uma homenagem à cidade de Spoleto, localizada na região de Úmbria na Itália e remete a ideia de descontração.
A empresa foi fundada em 1999 por Eduardo Ourivio e Mário Chady e possui mais de 350 restaurantes no Brasil e Estados Unidos, além de já ter tido presença em outros 3 países na América Latina, na América Central e Europa.
Atualmente faz parte do Grupo Trigo, uma holding brasileira que também controla as redes Koni Store, LeBonton e Gurumê. O Spoleto ganha dinheiro principalmente através de contratos de franquias, royalties de vendas e taxas de publicidade. A fonte de renda das lojas franqueadas é a venda dos pratos elaborados ao consumidor final.

## História

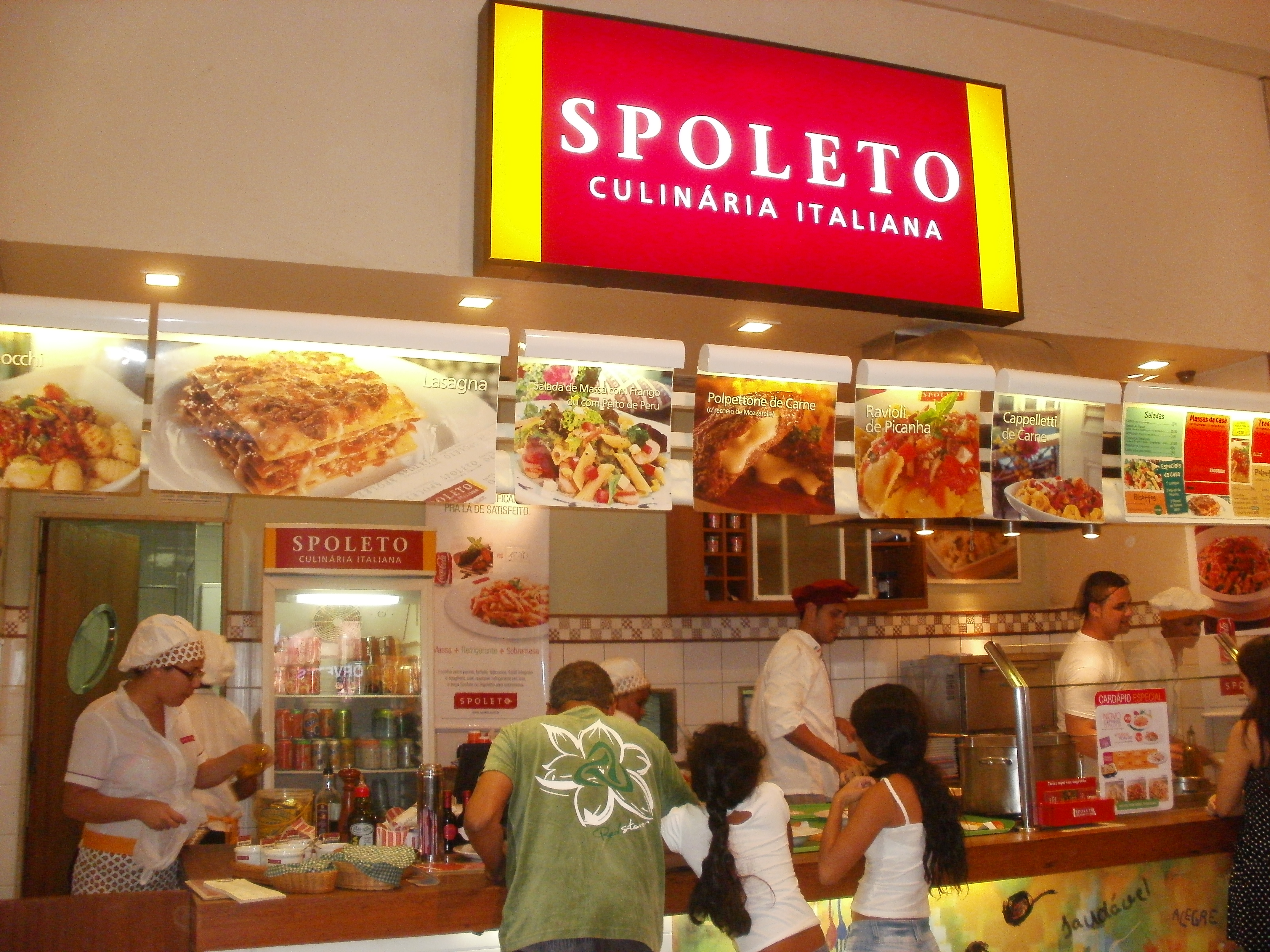
Restaurante do Spoleto no Rio de Janeiro.

A história da criação do Spoleto começou em 1992, quando Eduardo Ourivio e Mário Chady, criaram um restaurante de culinária contemporânea chamado Guilhermina Café no bairro do Leblon, no Rio de Janeiro. A experiência dos sócios a frente do negócio, fez com que criassem novos restaurantes e um centro gastronômico no bairro de Ipanema chamado Estação Ipanema.
Em 1997, Ourívio viajou até Miami para visitar um amigo chef que tinha um negócio local de alimentação onde personalizava omeletes no café da manhã e massas no almoço. Quando voltou, criou um stand de 12m² no Estação Ipanema para testar novas receitas de massas servidas no conceito visto em Miami.
Em 1998, Chady e Ourívio abandonaram os demais restaurantes para se focarem na criação do Spoleto. A primeira loja do Spoleto foi inaugurada em 1999, com foco na culinária italiana, possibilidade de personalização dos pratos, qualidade nos ingredientes e baixo custo.

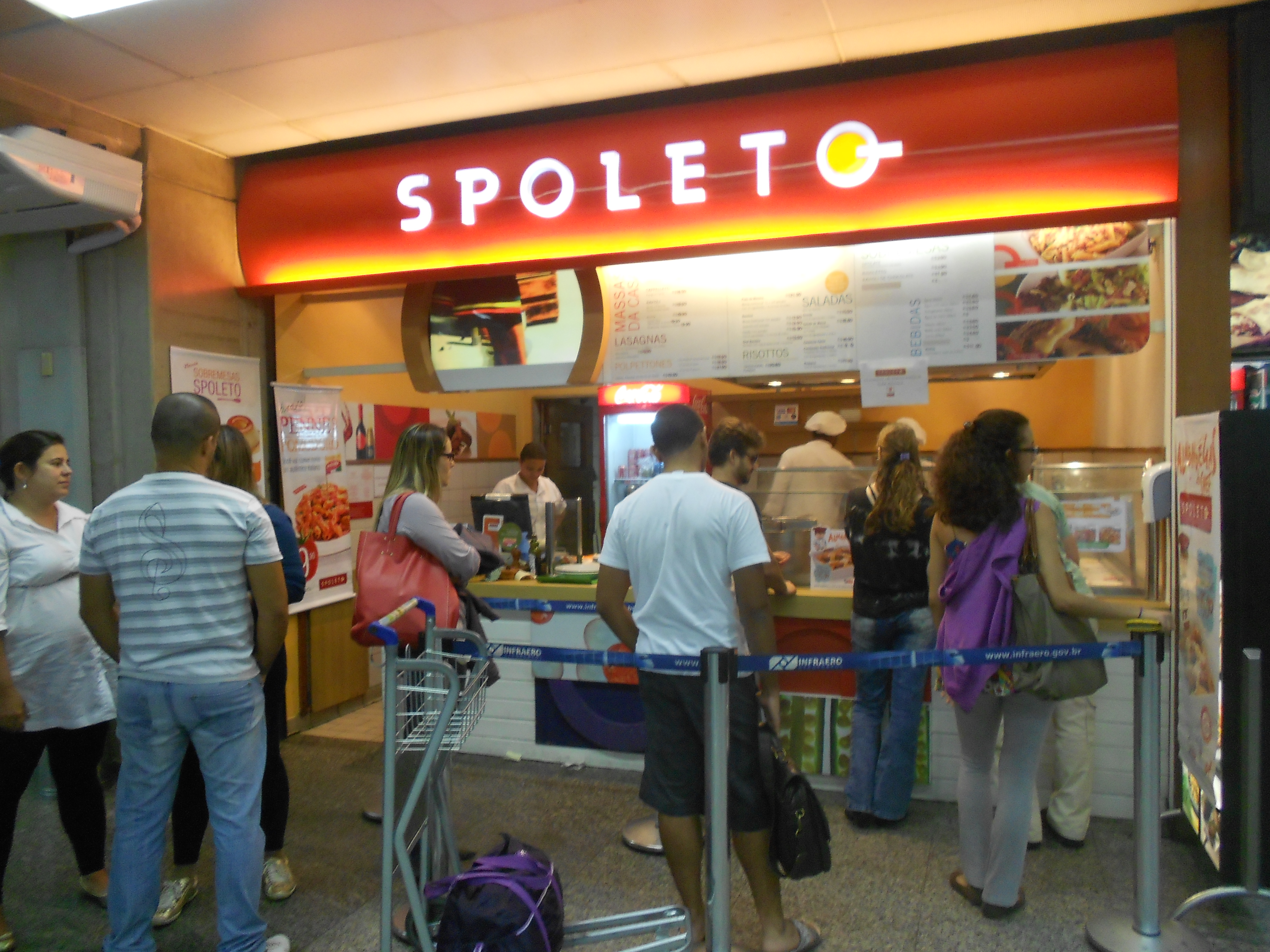
Restaurante Spoleto no Aeroporto Internacional do Rio de Janeiro-Galeão.

Em 2001 surgiram as primeiras franquias da marca por interesse de pessoas que frequentavam as lojas. De acordo com Ourívio, as pessoas pensavam que o Spoleto era uma rede de São Paulo, o que ajudou nas primeiras aberturas.
Entre 2004 e 2007 recebeu estudantes do MIT pelo programa G-Lab, cujo objetivo foi ajudar a criar um plano de expansão e internacionalização para os próximos anos. O período foi marcado também por mudanças empresariais e de marketing.
Os anos seguintes se caracterizaram por uma forte expansão da rede no Brasil e exterior. Prevendo futuras expansões, a marca chegou a ser registrada em mais de 16 países. Ainda no fim de 2004, em um acordo com os responsáveis locais da rede Domino's Pizza, assinou um acordo para entrar no México, enquanto auxiliava a rede na expansão no Brasil. Em 2007 inaugurou o primeiro restaurante na Espanha e em 2012 na Costa Rica. Em agosto de 2013 inaugurou o primeiro restaurante nos Estados Unidos.

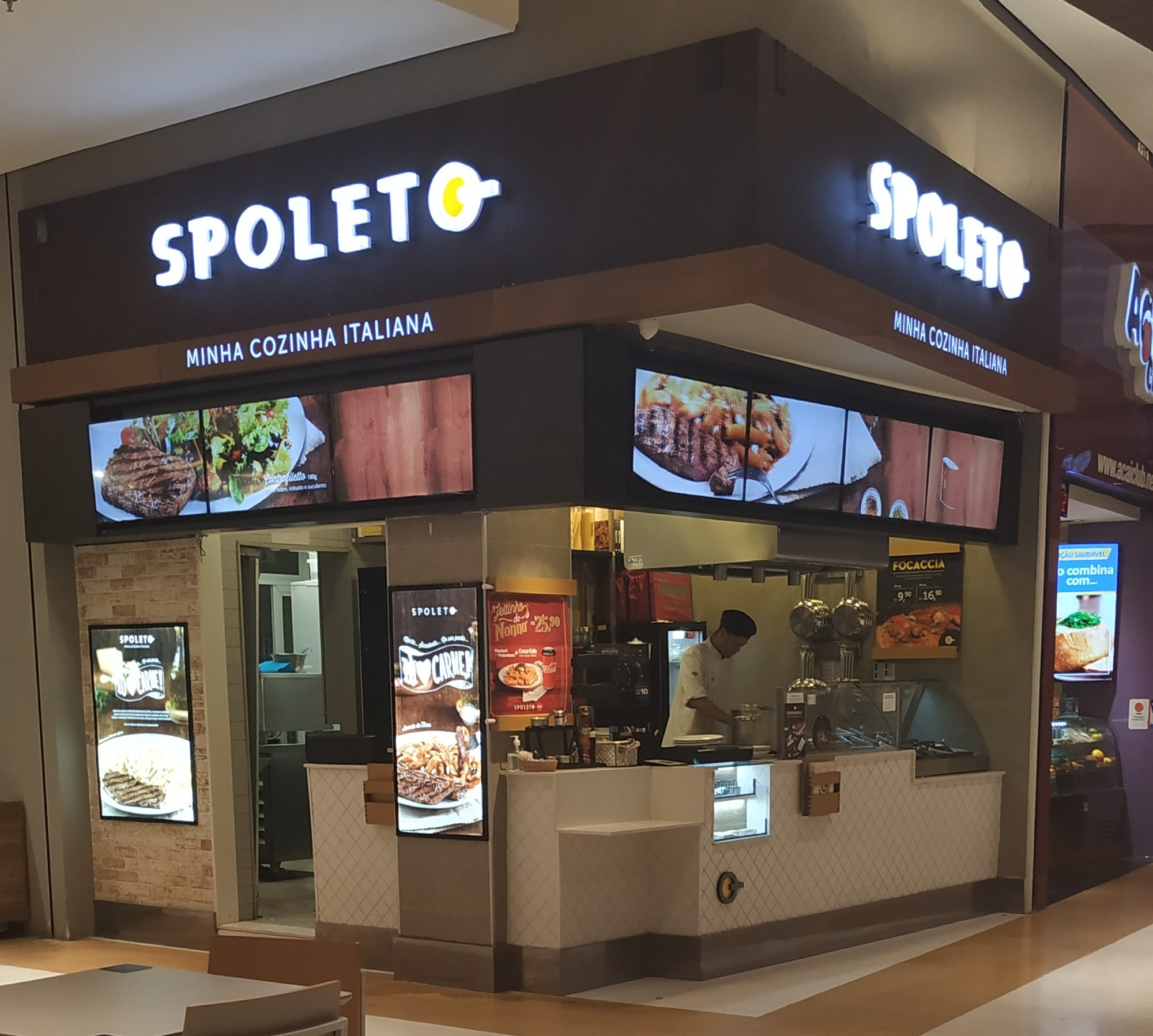
Restaurante do novo padrão de lojas do Spoleto em Mogi das Cruzes.

Em 2016 começou um trabalho de reposicionamento da marca e lojas com base nas experiências dos restaurantes dos Estados Unidos. O novo conceito foi chamado de "Minha Cozinha Italiana" e mudou a arquitetura das lojas, a presença de chefs de cozinha nas cozinhas, novos pratos e receitas e uma aproximação maior da rede com a culinária italiana.
A primeira loja no novo modelo foi aberta em um shopping de Belo Horizonte em 2018 e a segunda em Goiânia em 2019. É previsto também uma loja com atendimento 100% automatizado em São Paulo no novo modelo e a conversão de todas as demais até 2021.

## Cardápio e Produtos

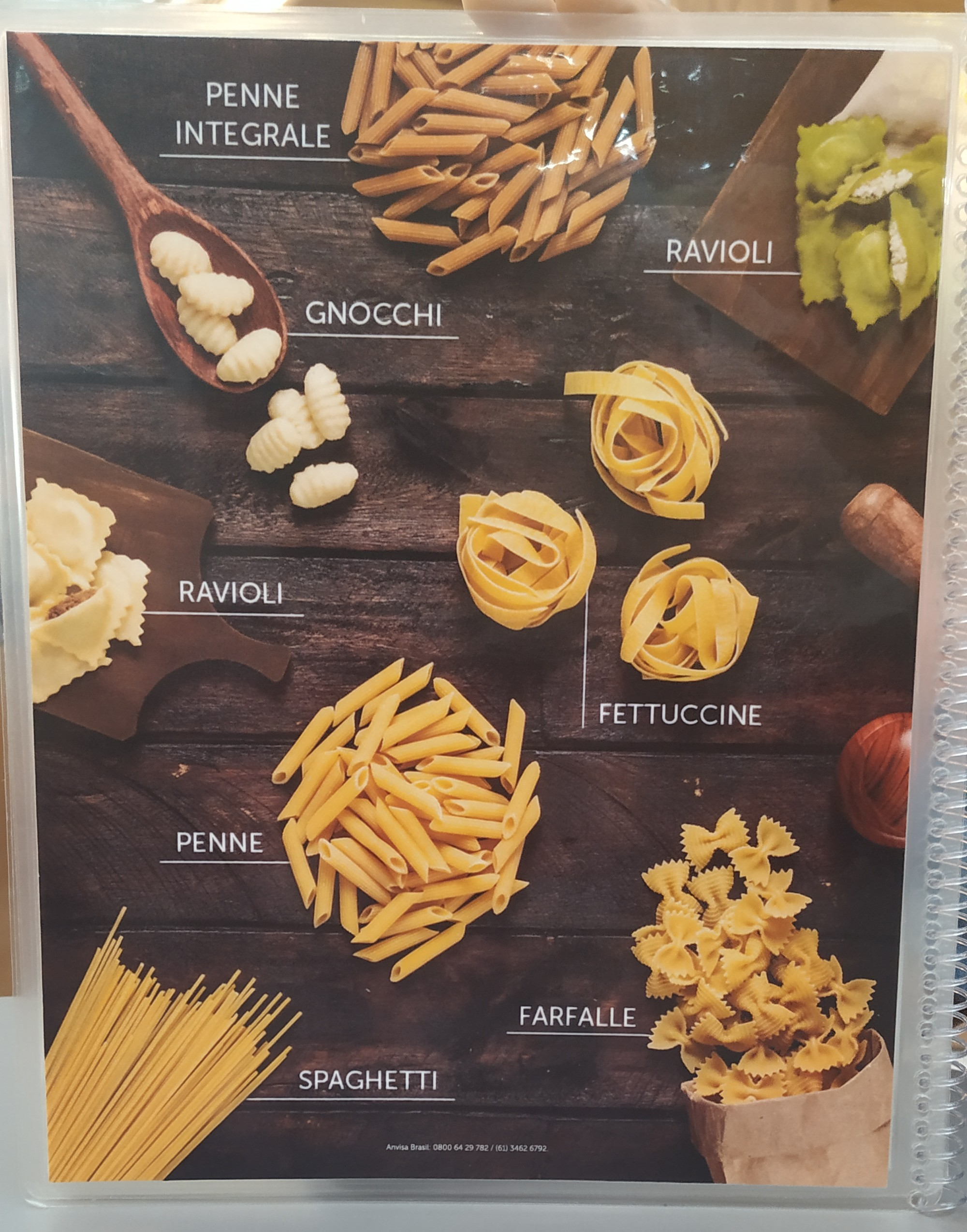
Opções típicas de massas disponíveis no Spoleto.

O Spoleto vende principalmente massas, saladas, carnes, risotos e sobremesas. Em um restaurante típico da empresa é possível encontrar pratos feitos e personalizáveis com massas do tipo spaghetti, penne, farfalle e fettuccine e também mais elaboradas como lasanha, nhoque e ravioli.
O Spoleto tem uma fábrica própria de massas que produz cerca de 80 toneladas de massa e 340 toneladas de molho anualmente, além de importar parte da produção da empresa italiana La Molisana, uma das maiores fabricantes de massa da Itália.

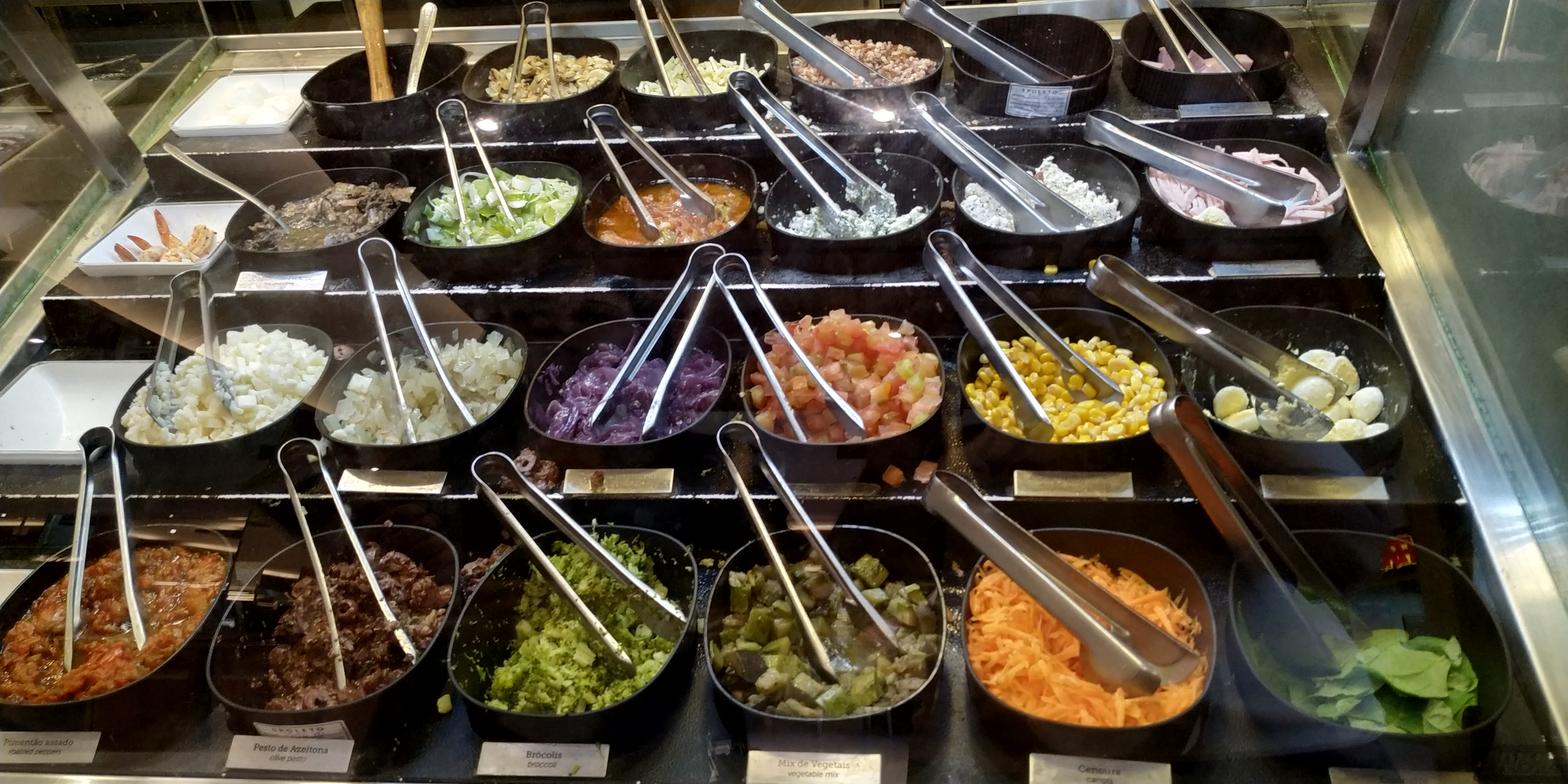
Display de ingredientes dos pratos personalizáveis do Spoleto.

O primeiro prato à base de carne bovina foi lançado em 2013 e atualmente a rede possui um menu fixo à base do ingrediente. Em 2019, anunciou planos de que começaria a utilizar carnes de origem vegetal em alguns produtos como almôndegas, molho à bolonhesa e polpetone.

## Marketing
O canal do YouTube humorístico Porta dos Fundos, fez em 2012 um vídeo satirizando a forma de atendimento do Spoleto. No vídeo originalmente chamado Fast-food o atendente interpretado por Fábio Porchat arremessa os ingredientes adicionais pedidos pela cliente indecisa interpretado por Clarice Falcão. O vídeo teve mais de 14 milhões de visualizações desde que foi lançado.
O Spoleto patrocinou a mudança do nome do vídeo e encomendou duas continuações ao canal Porta dos Fundos, além de iniciar uma campanha para melhora do atendimento e começou a projetar um novo modelo de lojas que diminuísse a pressão das escolhas de ingredientes. A ação foi um dos primeiros casos de branded content do canal e aumentou a procura por vagas de emprego no Spoleto nos meses seguintes.

## Sustentabilidade
O Spoleto tem um histórico relevante de ações voltadas a sustentabilidade, principalmente voltadas a redução de insumos e recursos utilizados.
Em 2010, lançou um novo modelo de franquias denominada Spoleto 21 que reduzia a quantidade de água utilizada, energia e número de funcionários, além de introduzir a coleta seletiva, eliminação de produtos nocivos ao meio ambiente e aumento salarial aos empregados.
Em 2019 aboliu alguns itens plásticos como canudos e a embalagem dos talheres, além dos plásticos usados na cozinha. Em 2 anos estima-se que tenha reduzido o consumo de plástico em 185 mil quilos.